# Tetrasida weberbaueri
Tetrasida weberbaueri là một loài thực vật có hoa trong họ Cẩm quỳ. Loài này được (Ulbr.) Fryxell & Fuertes miêu tả khoa học đầu tiên năm 1997.